# Somsarā-ye Soflá
Somsarā-ye Soflá (persiska: Somsarā Pā’īn, سمسرا سفلی, Somsarā-ye Pā’īn) är en ort i Iran.   Den ligger i provinsen Khorasan, i den nordöstra delen av landet, 800 km öster om huvudstaden Teheran. Somsarā-ye Soflá ligger 1 206 meter över havet och antalet invånare är 206.
Terrängen runt Somsarā-ye Soflá är varierad.Runt Somsarā-ye Soflá är det ganska glesbefolkat, med 35 invånare per kvadratkilometer. Närmaste större samhälle är Kalāteh-ye Marvī, 15,7 km öster om Somsarā-ye Soflá. Omgivningarna runt Somsarā-ye Soflá är i huvudsak ett öppet busklandskap.